# مقام النبي دانيال (إيران)

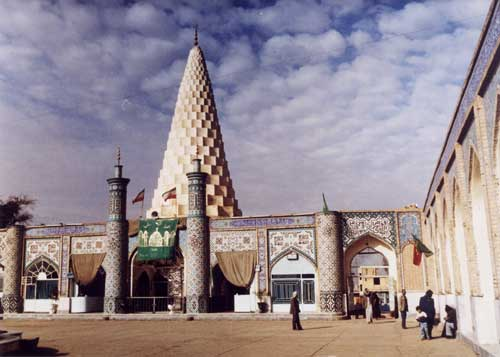
مقام النبي دانيال في إيران بمدينة سوسة

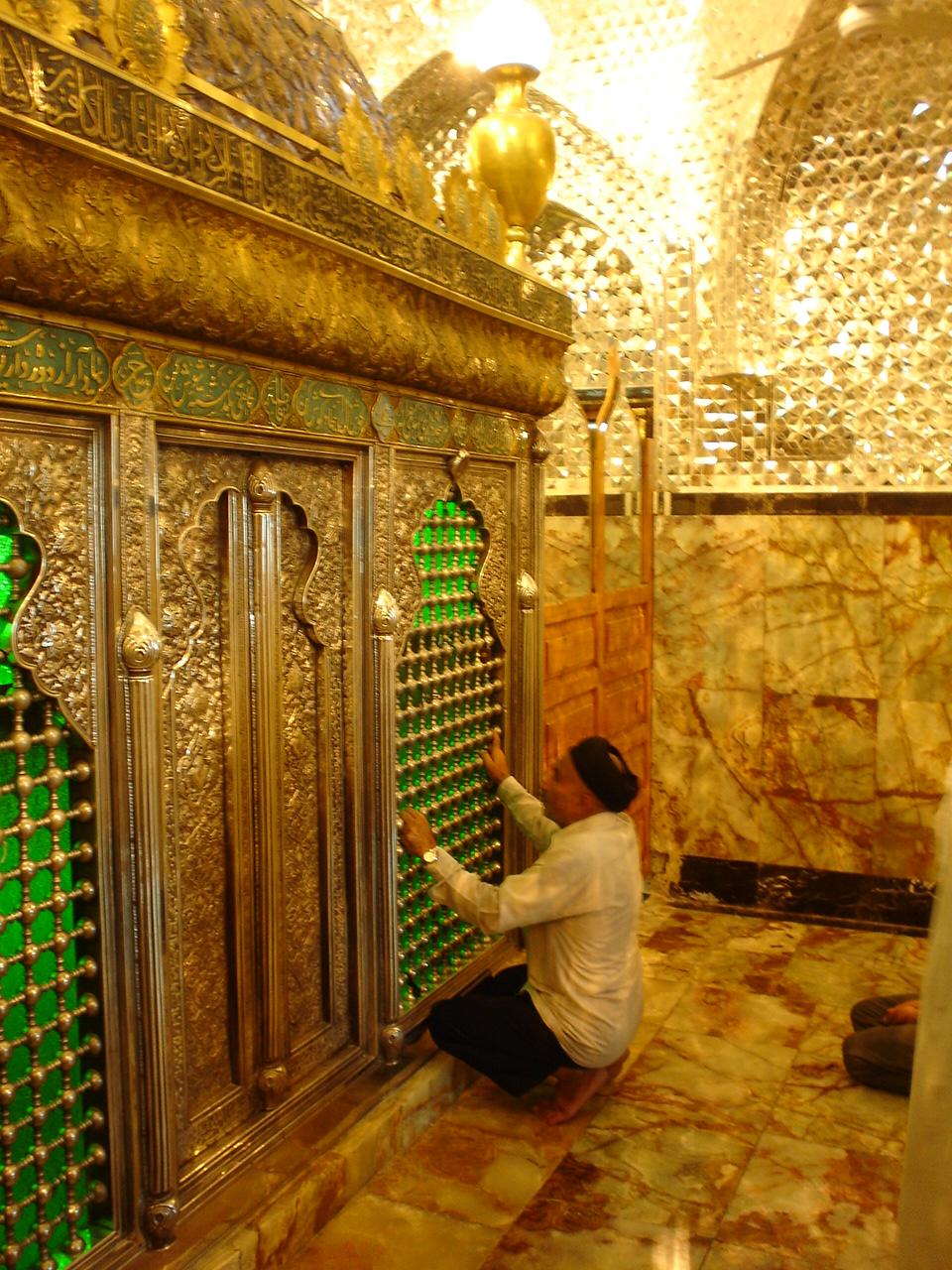
مشهد قبة مقام النبي دانيال

مقام النبي دانيال ويقع في مدينة سوسة في إيران، ويذكر في كتب اليهود ان دانيال عاش في بابل، وربما زار قصر سوسة في إيران، ولكن المكان الذي مات فيه غير محدد؛ والتقاليد المحفوظة بين اليهود والعرب هي إنه دفن في سوسة. واليوم يقع قبر دانيال في سوسة، وهو موقع اهتمام شعبي بين المسلمين المحليين والجالية اليهودية في إيران على حد سواء.
إن أول إشارة تاريخية إلى مقام قبر دانيال قد نشرت في أوروبا، وذكرت من قبل بنيامين توديلا الذي زار آسيا بين عامي 1160 و 1163. في واجهة واحدة من العديد من المعابد اليهودية وقال إنه تم عرض القبر الذي ينسب إلى دانيال.
إن مبنى المرقد يحتوي على ساحتين؛ أما قبة المرقد فمخروطية الشكل يعلوها سلمٌ، وهذا النوع من الهندسة المعمارية للقباب مألوفة في هذه المنطقة.
دانيال هو نبيٌ في الديانة الإسلامية وذُكر في الأحاديث النبوية كما أن المسلمون يبجلونه ويعتبرونه نبيًا كريمًا من أنبياء بني إسرائيل

## ما ورد من ذكر له فيالإسلام
ولقد ذكر في التاريخ الإسلامي وقد قال أبو بكر بن أبي الدنيا حدثنا أبو بلال محمد بن الحارث بن عبد الله بن أبي بردة بن أبي موسى الأشعري، حدثنا أبو محمد القاسم بن عبد الله، عن أبي الأشعث الأحمري، قال: قال رسول الله صلى الله عليه وسلم: إن دانيال دَعا ربه عز وجل أن تدفنه أمة مُحمد.
كما ورد عن ابن أبي الدنيا بإسناده إلى عبد الله بن أبي الهذيل، أن بختنصر سلط أسدين على دانيال بعد أن ألقاه في جُب - أي بئر - فلم يفعلا بهِ شيئاً. فمكث ما شاء الله تعالى ثم اشتهى ما يشتهي الآدميون من الطعام والشراب، فأوحى الله إلى إرميا وهو من أنبياء بني إسرائيل وهو بالشام أن أعد طعاماً وشراباً لـ دانيال . فقال: يارب أنا بالأرض المقدسة، ودانيال بأرض بابل من أرض العراق، فأوحى الله إليه أن أعد ما أمرناك به فإنا سنرسل من يحملك ويحمل ما أعددت، ففعل وأرسل إليه من حمله وحمل ما أعده حتى وقف على رأس الجب، فقال دانيال من هذا، قال أنا أرميا فقال: ما جاء بك، قال: أرسلني إليك ربك، قال: وقد ذكرني ربي، قال: نعم، فقال دانيال: الحمد لله الذي لا ينسى من ذكره، والحمد لله الذي يجيب من دعاه، والحمد لله الذي من وثق به لم يكله إلى غيره، والحمد لله الذي يجزي بالإحسان إحساناً، والحمد لله الذي يجزي بالصبر نجاة، والحمد لله الذي هو يكشف ضرنا وكربنا، والحمد لله الذي يقينا حين يسوء ظننا بأعمالنا، والحمد لله الذي هو رجاؤنا حين تنقطع الحيل عنا.
وقد عثر عليه الصحابة حين فَتح تستر. قال يونس بن بكير عن محمد بن إسحاق عن أبي خالد بن دينار، حدثنا أبو العالية قال: لما أفتتحنا تستر وجدنا في بيت مال الهرمزان سريرًا عليه رجلٌ ميت عند رأسه مصحف له ، فأخذنا المصحف فحملناه إلى عمر بن الخطاب  فدعا له كعبًا فنسخه بالعربية، فأنا أول رجلٍ من العرب قرأه، قرأته مثل ما أقرأ القرآن. فقلت لأبي العالية: ما كان فيه، قال: سيرتكم وأموركم ولحون كلامكم وما هو كائن بعد، قلت: فما صنعتم بالرجل، قال: حفرنا بالنهار ثلاثة عشر قبرًا متفرقة فلما كان بالليل دفناه وسوينا القبور كلها لنعميه على الناس لا ينبشونه، قلت: وما يرجون منه، قال: كانت السماء إذا حبست عنهم برزوا بسريره فيمطرون، فقلت: من كنتم تظنون الرجل، قال: رجل يقال له دانيال، قلت: منذ كم وجدتموه قد مات، قال: منذ ثلاثمائة سنة، قلت: ما تغير منه شيء، قال: إلا شعرات من قفاه. إن لحوم الأنبياء لا تبليها الأرض ولا تأكلها السباع.